# Krystyna Kuhn

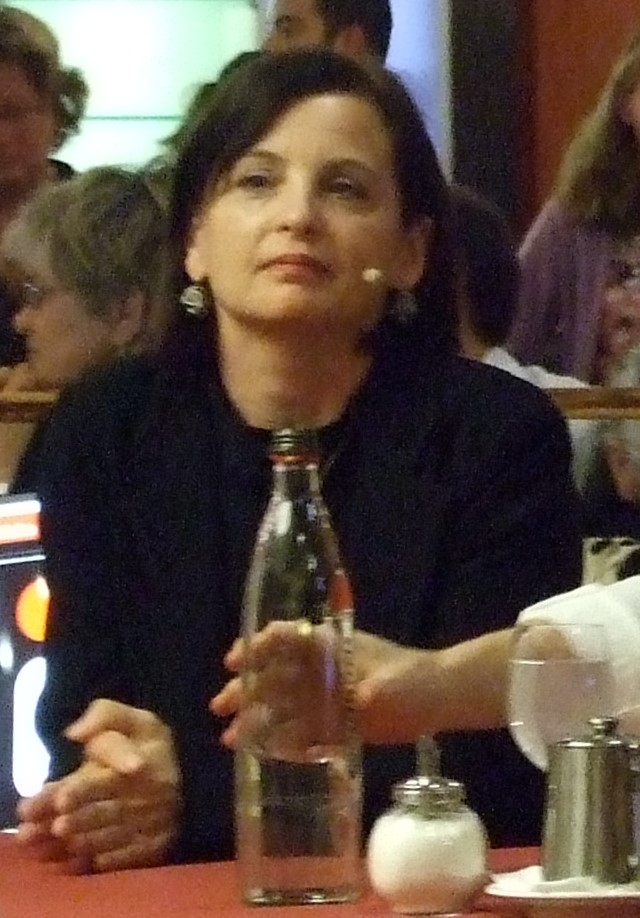
2009 in Frankfurt am Main

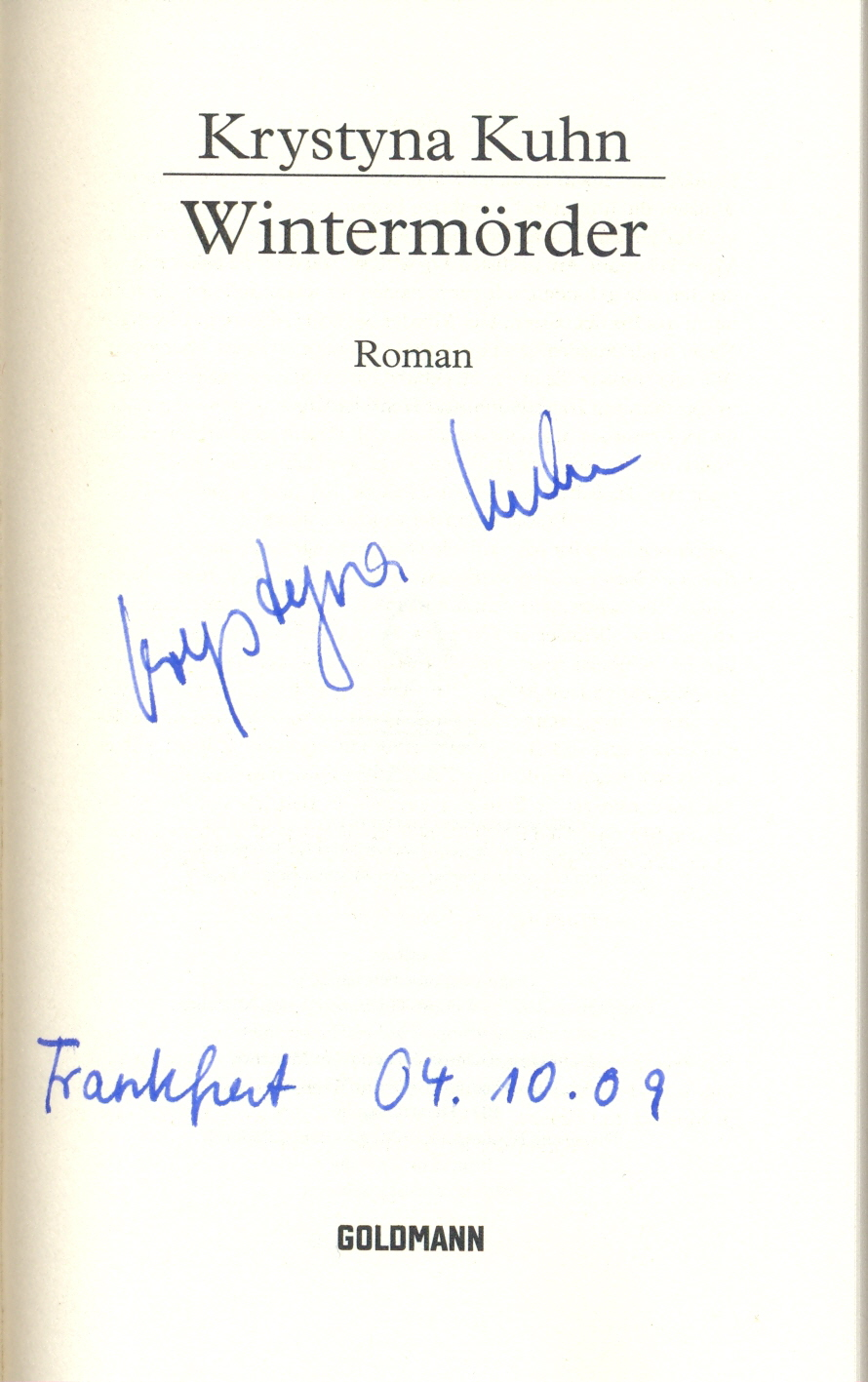
Autograph

Krystyna Kuhn (* 1960 in Würzburg) ist eine deutsche Schriftstellerin.

## Leben
Krystyna Kuhn wurde 1960 als siebtes von acht Kindern geboren. Nach dem Abitur studierte sie Slawistik, Germanistik und Kunstgeschichte in Würzburg und Göttingen; 1985 absolvierte sie einen Aufenthalt am Puschkin-Institut in Moskau; 1986/1987 weilte sie in Krakau.
Kuhn verfasste nach dem Studium zunächst Handbücher für kaufmännische Software. 1998 entschied sie sich, freischaffende Schriftstellerin zu werden. Mit einem Stipendium am Literaturhaus München wurde die Entstehung ihres ersten Romans Fische können schweigen gefördert. Sie schreibt vor allem Thriller und Krimis.
Krystyna Kuhn lebt mit ihrem Mann und ihrer Tochter in der Nähe von Frankfurt am Main.

## Werke
- Fische können schweigen. 2001.
- Die vierte Tochter. 2003.
- Engelshaar. 2004.
- Schneewittchenfalle. 2007.
- Märchenmord. 2007.
- Wintermörder. 2007.
- Bittersüßes oder Saures. 2007.
- Die Signatur des Mörders. 2008.
- Dornröschengift. 2008.
- Aschenputtelfluch. 2009.
- Totenkind. 2009.
- Der Engel kann fliegen 2010
- Das Tal Season 1.1 Das Spiel 2010
- Das Tal Season 1.2 Die Katastrophe 2010
- Das Tal Season 1.3 Der Sturm 2010
- Das Tal Season 1.4 Die Prophezeiung 2011
- Das Tal Season 2.1 Der Fluch 2011
- Das Tal Season 2.2 Das Erbe 2012
- Das Tal Season 2.3 Die Jagd 2013
- Das Tal Season 2.4 Die Entscheidung 2013
- Monday Club. Das erste Opfer 2015
- Monday Club. Der zweite Verrat 2016